# 백승주 (1961년)
백승주(白承周, 1961년 3월 20일 ~ , 경북 구미)는 대한민국의 국회의원이다.

## 학력
- 1970년: 오로국민학교 졸업
- 1976년: 성광중학교 졸업
- 1979년: 심인고등학교 졸업
- 1983년: 부산대학교 정치외교학 학사
- 1989년: 경북대학교 대학원 정치학 석사
- 1993년: 경북대학교 대학원 정치학 박사

## 경력
- 2023 ~
법무법인(유한) 클라스한결 고문
2023.04 ~
전쟁기념사업회 회장
2022 ~ 2023
법무법인(유한) 클라스 고문
2022.04
제20대 대통령직인수위원회 외교안보분과위원회 상임자문위원
2022.01 ~ 2022.03
국민의힘 제20대 대통령 선거 선거대책본부 직능본부 직능정책지원본부장
2021.12 ~ 2022.01
국민의힘 살리는 선거대책위원회 총괄특보단 국방안보특보단 수석부단장
2021.12 ~ 2022.01
국민의힘 선거대책위원회 직능총괄본부 직능정책지원본부장
2021.08 ~ 2021.11
국민의힘 윤석열 제20대 대통령 선거 예비후보 정책본부 정책총괄본부 안보정책본부장
2020.09.02.~ 2021.06.11
국민의힘 비상대책위원회 외교안보특별위원회 위원
2020.08
국민대학교 정치대학원 석좌교수
2020.06.16.~ 2020.09.02
미래통합당 비상대책위원회 외교안보특별위원회 위원
2020.05.30.~ 2020.09.02.
미래통합당으로 복당
2020.03.30.~ 2020.05.29
미래한국당으로 이적
2020.02 ~ 2020.03
미래통합당 우한 폐렴 대책 태스크포스 위원
2020.01 ~ 2020.02
자유한국당 2020 총선 공약개발단 2정책조정위원회 국방·외통 분야 공약 총괄 공동팀장
2019.07
자유한국당 재외동포위원회 부위원장
2019.06
자유한국당 북한선박입항 은폐조작 진상조사단 위원
2019.06 ~ 2019.12
자유한국당 인재영입위원회 위원(외교·안보 인재)
2019.02
자유한국당 북핵외교안보특별위원회 위원
2018.12 ~ 2020.02
자유한국당 제2정책조정위원회 위원장
2018.10 ~ 2019.02
자유한국당 남북군사합의검증특별위원회 위원
2018.10 ~ 2019.06
제20대 국회 4차 산업혁명 특별위원회 위원
2018.07 ~ 2020.05
제20대 국회 후반기 국방위원회 간사
2017.09 ~ 2018.06
자유한국당 북핵위기대응특별위원회 간사
2017.05
제20대 국회 예산결산특별위원회 위원
2017.12
제20대 국회 4차 산업혁명 특별위원회 위원
2017.04
제19대 대통령선거 자유한국당 홍준표 후보 경북선거대책위원회 위원장
2017.04
제19대 대통령선거 자유한국당 홍준표 후보 중앙선거대책위원회 국가안보위원회 부위원장
2017.02 ~ 2017.08
자유한국당 경북도당 위원장
2017.02 ~ 2020.05
제20대 국회의원 (경북 구미시갑/자유한국당)
2016.09 ~ 2017.02
새누리당 경북도당 위원장
2016.06 ~ 2017.06
제20대 국회 미래일자리 특별위원회 위원
2016.06
제20대 전반기 국방위원회 위원
2016.05 ~ 2017.02
제20대 국회의원 (경북 구미시갑/새누리당)
2015.12 ~ 2016.05
한국산업개발연구원 고문
2014
서울대학교 안보최고경영자과정 수료
2013.03 ~ 2015.10
제40대 국방부 차관
2013.01 ~ 2013.03
한국정치학회 부회장
2013.01 ~ 2013.02
제18대 대통령직인수위원회 외교국방통일분과 전문위원
2013
새누리당 북핵안보전략특별위원회 자문위원
2012
서울대학교 과학기술혁신 최고전략과정 수료
2012
한국국제정치학회 안보국방분과 위원장
2011
영남일보 전문가칼럼 필진
2007
부산 국제신문 칼럼 집필위원
2007
국제신문 시사프리즘 필진
2006 ~ 2010
불교방송 객원논평위원
2006 ~ 2007
국가비상기획위원회 비상근 위원
2004 ~ 2006
세계일보 통일논단 필진
2003.03
미국 휴스턴시 친선대사, 명예시민
2000
제1차 남북국방장관회담 전략위원
1996.03 ~ 1996.09
중국 북경대학교 방문교수
1990 ~ 2013.03
한국국방연구원

## 수상내역
2019
국정감사 NGO 모니터단 국정감사 국리민복상
2019
인터넷신문인의 밤 제20대 국회 의정대상
2019
자유한국당 국정감사 우수의원
2019
수도권일보 시사뉴스 2019 국정감사 우수의원
2019
제20회 한가위페스티벌 의정대상
2019
서울평화 문화대상 의정대상
2018
국정감사 NGO 모니터단 국정감사 국리민복상
2018
자유한국당 국정감사 특별우수의원
2018
제5회 대한민국 무궁화 평화대상 의정활동부문 대상
2017
국가안보대상 외교안보부문대상
2016
국회사무처 입법 및 정책개발 우수 국회의원
2016
제4회 국회의원 아름다운 말 선플상
2015
페루 공군 대십자훈장
2013
제10회 자랑스러운 부산대인

## 주요 활동

### 국회 국방위원회 위원
국방부 차관 출신으로 군에 대한 해박한 지식을 바탕으로 현재 국회 국방위원으로 활동중에 있으며, 20대 국회 후반기 국방위원회 자유한국당 간사를 역임.

### 자유한국당 전술핵 재배치 방미단
자유한국당의 당론인 전술핵 재배치에 대한 대한민국 국민적 여론(68% 찬성) 을 미국 정계에 알리기 위해 파견된 자유한국당의 방미단의 일원으로 활동했음.

### 브라보콘 (Bravo+Conservative) 미팅 추진
환호성인 "Bravo"와 보수를 뜻하는 영어단어 "Conservative"의 합성어인 "브라보콘"미팅을 기획, 진행중에 있음. 탄핵정국으로 인해 국민적 신뢰를 잃어버린 대한민국 범보수권을 다시한번 일으키기 위한 풀뿌리 보수주의 운동이라는 설명.
브라보콘 미팅은 주말을 활용하여 12시에 구미에 위치한 박정희 대통령 생가에서 열림. 백승주 의원은 미팅을 기획하며 "대한민국의 보수주의 부활을 위해, 대한민국 적통보수정당인 자유한국당의 권토중래를 위해 국민의 목소리를 끝없이 듣고 가슴에 새기도록 하겠다."고 밝힘.

### 브라보콘(Bravo+Conservative) TV 운영
"잘한다!" 또는 "좋다!"라는 뜻의 의미를 가진 감탄사 "브라보(bravo)!"와 보수를 의미하는 영단어 "콘서버티브(conservative)"의 앞 글자인 '콘'을 합성한 '브라보콘'TV라는 명칭의 유튜브 채널 운영을 시작함. 더 적극적인 국민과의 소통을 위해 주요 의정활동을 채널을 통해 공개함.

## 논란

### 최순실 의혹 북한 유포
최순실 청문회에 참석하여 최순실 의혹이 북한이 유포한 것이라고 주장을 하며 야당이 증인과 공모했다고 주장하여 논란이 되었다.

### 관건선거 개입 의혹
2017.04.12 국회의원 재보궐선거와 관련하여 보궐선거 후보중 한명이자 고교 동문인 김재원 전의원을 지원하기 위하여 해당 4개 지역의 단체장들을 불러 선거개입을 위한 비공개 회동을 가졌다는 의혹이 제기되어 도 선관위의 조사를 받고 있다.
바른정당 이기재 대변인은 "국회의원 재선거 지역의 시장·군수가 김재원 후보의 지원에 대해 논의했다면 이는 명백한 관권선거로 공직선거법에 따라 중형으로 처벌될 사항"이라고 주장하였다. 이에 대해 백승주 의원은 회동을 한것은 맞지만 특정 후보를 지지를 요청한것은 사실이 아니라고 해명하였다.

### 세비반납 공약 파기 논란
지난 2016년 4월13일 치러진 국회의원 선거에 출마한 현 백승주 의원등 당시 새누리당 소속 후보자 40명은 국민을 상대로 조건부 세비 반납 약속을 했다.
이들은 갑을개혁, 일자리규제개혁, 청년독립, 4050자유학기제, 마더센터 등 대한민국을 위한 5대 개혁과제를 2017년 5월 31일까지 이행하지 못하면 1년치 세비를 국가에 기부 형태로 반납하겠다고 공언하였으며 .계약서를 작성하고“우리는 ‘대한민국과의 계약’에 서약합니다”라며 “서명일로부터 1년 후인 2017년 5월31일에도 5대 개혁과제가 이행되지 않을 경우, 새누리당 국회의원으로서 1년치 세비를 국가에 기부 형태로 반납할 것임을 엄숙히 서약합니다”라고 썼다. 거기다가 신문에 전면광고를 내고 이 광고를 1년간 보관해달라고 하였다. 이 약속에 이름을 올린 당시 후보는 40명이다. 이들 중 당선자는 27명(강석호, 강효상, 김광림, 김명연, 김무성, 김성태, 김순례, 김정재, 김종석, 박명재, 백승주, 오신환, 원유철, 유의동, 이만희, 이완영, 이우현, 이종명, 이철우, 장석춘, 정유섭, 조훈현, 정준길, 지상욱, 최경환, 최교일, 홍철호)에 달한다.
그러나 국정농단 사태가 벌어지면서 5대과제의 이행은 하나도 되지 않았다. 공약 후 1년이 다되어 세비반납 공약이 논란이 되자 자유한국당 의원들은 이날 보도자료를 통해 "20대 총선에서 당선된 자유한국당 의원은 지난 1년간 5대 개혁과제 법안을 발의함으로써 계약 내용을 이행했다”고 말하였다.
그런데 이중 노동개혁을 위한 고용정책기본법 개정안은 마감 시한인 31일 전날 오전 발의됐되었으며 이들이 앞서 발의한 5개 법안은 이행이 된것이 하나도 없이 모두 해당 상임위에 계류 중인 상태다. 이를 두고 '법안 통과가 되지 않았는데 개혁 과제를 이행했다고 볼 수 있는가', 또 '세비 반납을 피하기 위해 졸속 발의한 것 아닌가' 등의 비판이 일고 있으며 약속했던 세비 반납의 조건이 '과제 이행' 여부였다는 점에서 법안 발의만으로는 약속을 이행했다고 할 수 있는지에 대해서는 논란이 되고 있다.

## 역대 선거 결과
| 실시년도 | 선거   | 대수 | 직책     | 선거구         | 정당     | 득표수    | 득표율          | 순위 | 당락 | 비고 |
| -------- | ------ | ---- | -------- | -------------- | -------- | --------- | --------------- | ---- | ---- | ---- |
| 2016년   | 총선   | 20대 | 국회의원 | 경북 구미시 갑 | 새누리당 | 50,292 표 | \| \| 61.91% \| | 1위  |      | 초선 |
|          | 61.91% |      |          |                |          |           |                 |      |      |      |

## 같이 보기
- 구미시 갑
- 구미시의 국회의원
- 대한민국의 국방부 차관